# Super Bowl XXIV
El Super Bowl XXIV fue la 24.ª edición del juego de campeonato de fútbol americano de la NFL. Se jugó el 28 de enero de 1990. 
Los San Francisco 49ers de Joe Montana, Jerry Rice y John Taylor superaron ampliamente a John Elway y los Denver Broncos por un marcador de 55 a 10. El partido se jugó en el Superdome de Nueva Orleans y el MVP fue Joe Montana, el quarterback de San Francisco con 22 de 29 pases completos para un total de 297 yardas y 5 TD, un récord en el Super Bowl. Además logró un 75.9 % de rendimiento de pase y con 13 pases completos consecutivos, otra marca del Super Bowl.
- Datos: Q1064807
- Multimedia: Super Bowl XXIV / Q1064807